# Упанема
Упанема (порт. Upanema) — муниципалитет в Бразилии, входит в штат Риу-Гранди-ду-Норти. Составная часть мезорегиона Запад штата Риу-Гранди-ду-Норти. Входит в экономико-статистический микрорегион Медиу-Уэсти. 
Население составляет 12 992 человек на 2010 год. Занимает площадь 873,140 км². Плотность населения — 14,87 чел./км².

## Статистика
- Валовой внутренний продукт на 2003 год составляет 88 823 709,00 реалов (данные: Бразильский институт географии и статистики).
- Валовой внутренний продукт на душу населения на 2003 год составляет 7444,78 реалов (данные: Бразильский институт географии и статистики).
- Индекс развития человеческого потенциала на 2000 год составляет 0,589 (данные: Программа развития ООН).

## География
Климат местности: полупустыня. В соответствии с классификацией Кёппена, климат относится к категории SE.